# Humanitarisme
|  | No s'ha de confondre amb Humanisme. |

L'humanitarisme és una creença activa en el valor de la vida humana, on els humans practiquen un tracte benevolent i proporcionen assistència a altres éssers humans, per tal de millorar la humanitat tant per raons morals com lògiques. És la creença filosòfica en el moviment que du a una millora de la raça humana en una varietat d'àrees lligades a una gran quantitat d'activitats relacionades específicament amb el benestar humà. Un practicant és conegut com a humanitarista.

## Una ideologia informal
L'humanitarisme és una ideologia de pràctica informal que es practica amb el tracte humà i en prestar assistència als altres, la seva doctrina és que tenim el deure de promoure el benestar humà.
L'humanitarisme es basa en l'opinió que tots els éssers humans mereixen respecte i dignitat i s'han de tractar com a tals. Per tant, els treballadors humanitaris treballen en pro de la promoció del benestar de la humanitat en el seu conjunt. És l'antítesi de la mentalitat del "nosaltres versus ells" que caracteritza el tribalisme i el nacionalisme ètnic. Els humanitaris detesten l'esclavitud, la violació dels drets fonamentals i els drets humans, i la discriminació sobre la base de característiques com el color de pell, religió, ascendència, lloc de naixement, etc.
L'humanitarisme impulsa a la gent a salvar vides, alleujar el sofriment i promoure la dignitat humana en desastres naturals o provocats per la mà de l'home. L'humanitarisme accepta persones i moviments de tot l'espectre polític. Aquesta ideologia informal pot resumir-se en una cita d'Albert Schweitzer: "L'humanitarisme consisteix a no sacrificar mai a un ésser humà per un objecte."

## Una doctrina universal
Jean Pictet, en el seu comentari al llibre "Els Principis Fonamentals de la Creu Roja" assenyala les característiques universals de l'humanisme:
En el coneixement del principi de la humanitat està en l'essència de la moralitat social, que pot resumir-se en una sola frase: Tot allò que voldries que et fessin, fes-ho a ells. Aquest precepte fonamental es pot trobar, en forma gairebé idèntica, en totes les grans religions, bramanisme, budisme, cristianisme, confucianisme, islam, judaisme i taoisme. També és la regla d'or dels positivistes, que no comprometen a cap religió, sinó només a les dades de l'experiència, en el nom de la raó per si sola.

## Exemples històrics
Històricament, l'humanitarisme va ser vist públicament en les reformes socials de les finals de 1800 i principis de 1900, després de la crisi econòmica de la Revolució Industrial a Anglaterra. Moltes de les dones a la Gran Bretanya que han participat amb el feminisme durant el 1900 també va impulsar l'humanitarisme. Les dures condicions laborals dels nens i dels treballadors no qualificats es van fer il·legals per la pressió al Parlament duta a terme pels humanitaris. La Llei de fàbriques de 1833 i la del 1844 van ser algunes dels més importants humanitària dels projectes de llei aprovats al Parlament arran de la Revolució Industrial.
A mitjan segle xix, l'humanitarisme és fonamental per a la tasca de Florence Nightingale i Henri Dunant en la resposta d'emergència i en aquest últim cas va portar a la fundació de la Creu Roja.

## Resposta d'emergència
Avui dia, l'humanitarisme és especialment usat per descriure el pensament i les doctrines darrere de la resposta de emergència a les crisis humanitàries. Nicholas de Torrente, director executiu de Metges Sense Fronteres a EUA escriu:

"Els principis més importants de l'acció humanitària són la humanitat, que postula la convicció que totes les persones tenen la mateixa dignitat en virtut de la seva pertinença a la humanitat, la imparcialitat, la qual s'encarrega que es presta l'assistència basada únicament en la necessitat, sense discriminació entre els beneficiaris, la neutralitat, que s'estipula que les organitzacions humanitàries s'han d'abstenir de prendre part en les hostilitats o adoptar mesures avantatjoses per a una de les parts del conflicte sobre l'altra, i la independència, que és necessària per garantir que l'acció humanitària només serveix als interessos de les víctimes de la guerra, i no polítiques, religioses, o d'altra mena.

"Aquests principis fonamentals serveixen a dos propòsits essencials. Que siguin l'expressió de l'acció humanitària solament amb finalitat d'alleujar el sofriment, sense condicions i sense cap motiu ulterior. Que serveixen com a eines operatives que ajudin a obtenir el consentiment dels bel·ligerants i la confiança de les comunitats de la presència i activitats de les organitzacions humanitàries, en particular en contextos de gran inestabilitat.

## Humanitarisme digital
Patrick Meier, va començar a utilitzar el terme "humanitarisme digital" després de la cartografia participativa (crowdmapping) per al terratrèmol d'Haití del 2010. El 2011, Paul Conneally va pronunciar una conferència de TED sobre humanitarisme digital en què afirmava que els "orígens de l'humanitarisme es troben fermament lligats a l'època analògica" i que "està venint un gran canvi". El 2015 va escriure el llibre Digital Humanitarians: How Big Data Is Changing the Face of Humanitarian Response.
Vincent Fevrier assenyala que "els mitjans de comunicació socials poden beneficiar al sector humanitari […] oferint informació per donar una millor consciència de situacions a les organitzacions per a una àmplia planificació estratègica i logística" i que "el mapa de crisi va sorgir realment el 2010 durant el terratrèmol d'Haití" amb "programes informàtics i plataformes humanitàries digitals com Standby Task Force, OpenStreetMap i molts altres" essent des de llavors encara utilitzats en molts desastres.
De fet, el paper dels mitjans socials en els esforços humanitaris digitals és considerable. Durant l'estiu de 2010, quan es van produir incendis a Rússia, molts van morir per la inhalació de boirum, llavors l'ús dels mitjans socials va permetre que els humanitaris digitals mapessin les àrees que necessitaven suport. Això és degut al fet que els russos que esperaven ser evacuats van publicar en la xarxa les condicions en que es trobaven, donant peu a que milers de bloggers russos es coordinessin. Els esforços humanitaris digitals a Rússia van ser crucials per respondre als incendis del 2010 considerant que el govern rus no estava preparat per fer front a un desastre tan gran.
Dins de l'humanitarisme digital, les dades massives (big data) han representat un fort esforç per millorar el treball humanitari digital i produeixen una comprensió més ajustada de com s'està desenvolupant una crisi. S'ha argumentat que dades massives són constitutives d'una relació social en la qual tant el sector humanitari formal com les víctimes de la crisi necessiten dels serveis i del treball que poden aportar els humanitaris digitals.
A principis de 2005, es va plantejar una pregunta sobre si la Viquipèdia es pot veure com un humanitarisme digital.